# فندرانج
فَنْدِرَانِج (بالفرنسية: Vendranges)‏ مدينة تابعة لإقليم اللوار بوسط فرنسا.